# Sheila Murphy
Pour les articles homonymes, voir Murphy.
Sheila Murphy, née le 28 décembre 1898 à Dublin et morte le 15 janvier 1983 à Rathgar, est une diplomate irlandaise.
Pendant sa carrière, elle était la femme au plus haut rang dans la diplomatie de l'Irlande,,.

## Biographie
Sheila Geraldine Mary Murphy est née au 18 Harcourt Street, Dublin le 28 décembre 1898. Elle est la fille aînée des cinq enfants du médecin et chirurgien, John Joseph Murphy et de Louisa Murphy (née Dickson).

### Carrière
Murphy rejoint la fonction publique avec le Dáil Éireann en 1921 en tant que compilatrice de statistiques. De février 1921 à janvier 1922, elle travaille au département communication du Dáil pour le secrétariat du gouvernement provisoire. Elle devient la secrétaire privée de James McNeill en 1923, alors qu'il est haut-commissaire pour l'Irlande à Londres. En 1926, elle quitte Londres pour devenir la secrétaire privée de Joseph Walshe au Ministère des Affaires étrangères. Elle reste à cette position jusqu'en 1946 et est aussi archiviste du département, à partir de 1936. Elle laisse ces fonctions pour devenir la secrétaire du premier ambassadeur d'Irlande auprès du Saint-Siège.
Selon certains, son rôle dans l'histoire et le développement des débuts de la politique étrangère irlandaise a été minimisé. Dans ses postes au Ministère des Affaires étrangères, elle travaille sur de nombreux documents confidentiels, tout en travaillant en étroite collaboration avec Joseph Walshe. Avec Seán Murphy, bras droit de  Walshe, elle est au courant de beaucoup plus d'informations sensibles que la plupart des autres personnes du service, informations dont elle a une connaissance complète. Elle est impliquée au plus haut niveau ministériel dans l'élaboration des politiques. Son implication dans ces documents peut être vu par ses initiales SGM sur une grande partie du matériel sensible du Ministère des Affaires étrangères, à présent conservé aux Archives nationales à Dublin. Conor Cruise O'Brien a confirmé que Murphy faisait partie du « très petit groupe de fonctionnaires serré et confidentiel » qui conseille Éamon de Valera.
En 1946, Murphy reçoit sa première mission diplomatique lorsque Walshe est nommé ambassadeur au Vatican en tant que deuxième secrétaire chargée de la vie politique et des relations conventionnelles. Elle est ensuite promue au poste de première secrétaire en 1948. Avec Walshe, Seán Murphy et Frank Cremins, elle l'un des plus anciens membres du département avec 24 ans de service. Avec Rosita Austin, au département des bibliothèques et de la traduction, elles sont les seules femmes dans des postes de direction de 1922 à 1946. Murphy est la seule femme « diplomate de carrière ». De 1956 à 1961, elle est première secrétaire à Paris et fait partie de la première délégation irlandaise à l'assemblée générale des Nations unies en 1956. Elle est responsable des organisations internationales du Ministère des Affaires étrangères en 1961 et est responsable de toutes les organisations internationales auprès de l'ONU. En 1962, elle est promue secrétaire adjointe. Au moment de son départ à la retraite le 19 février 1964, elle était la femme avec le plus haut rang dans la diplomatie de l'Irlande.

### Fin de vie
Ceux ayant travaillé aux côtés de Murphy et Walshe au Ministère des Affaires étrangères pensaient que celui-ci voulait l'épouser mais que sa mauvaise santé l'a empêché. Murphy est morte à la maison de retraite Oak House sur Orwell Route à Rathgar, Dublin, le 15 janvier 1983. Elle est enterrée au  Deans Grange Cemetery.